# یهودیان آلمان نازی
یهودیان آلمان نازی نخستین جامعه‌ای بودند که تحت سیاست نژادی نازی‌ها رنج بردند. سیاست نازی‌ها علیه یهودیان آلمان به صورت تدریجی بود و برخی ادعا می‌کنند که این جنبه بخشی از یک برنامه هدفمند بود. در مقابل، برخی دیگر ادعا می‌کنند که این تدریجی بودن بازتاب توسعه‌های نظام حکومتی ناسیونال-سوسیالیست است.
با به قدرت رسیدن نازی‌ها در ژانویه ۱۹۳۳، وضعیت یهودیان در آلمان به شدت بدتر شد. از زمان روی کار آمدن نازی‌ها تا آغاز جنگ جهانی دوم در سال ۱۹۳۹، اکثر یهودیانی که در آلمان نازی زندگی می‌کردند، فرار کردند و به ایالات متحده، آمریکای جنوبی، اسرائیل و بریتانیا رفتند و آنجا پناه گرفتند. در اواخر دهه ۳۰، جریان خواستار خروج افزایش یافت و مسئله پناهندگان یهودی از آلمان نازی تشدید شد. کشورهای مختلف جهان موافقت کردند بسیاری از این پناهندگان را بپذیرند، اما معمولاً سهمیه مهاجرت را فراتر از سهمیه‌های تعیین شده افزایش ندادند. بریتانیا موافقت کرد تا به کودکان یهودی از آلمان تا سن ۱۷ سالگی اجازه مهاجرت به قلمرو خود را در قالب عملیات «کیندرترانسپورت» (انتقال کودکان) بدهد.
در دوره بین روی کار آمدن نازی‌ها تا آغاز جنگ جهانی دوم، حدود ۴۰۰٬۰۰۰ پناهنده یهودی از قلمرو آلمان نازی (از جمله اتریش پس از آنشلوس) در کشورهای مختلف جهان پذیرفته شدند. اکثر یهودیانی که به موقع از قلمرو آلمان نازی خارج نشدند، حدود ۲۲۵٬۰۰۰ نفر، در طول سال‌های جنگ در چارچوب راه‌حل نهایی نابود شدند.

## انزوای اجتماعی ۱۹۳۳–۱۹۳۴
در دهه ۲۰ صد بیستم حدود ۵۰۰٬۰۰۰ یهودی در آلمان زندگی می‌کردند. آنها از برابری حقوقی و اجتماعی بهره‌مند بودند و به‌طور کلی در جامعه آلمانی در طبقه متوسط و بالاتر ادغام شده بودند و حتی نقش‌های کلیدی در جمهوری وایمار ایفا می‌کردند. آنها دارای سازمان‌های سیاسی و دینی متعددی بودند، مانند «اتحادیه مرکزی شهروندان آلمانی یهودی مذهب» و «اتحادیه اسرائیل». با این حال، آنها با چند مشکل روبرو بودند مانند مشکل با سازماندهی جوامع خود، مشکلاتی با حزب نازی، ادغام یهودیان شرق اروپا در جامعه یهودی آلمان، چگونگی ادغام صهیونیسم با وطن‌پرستی آلمانی و موارد دیگر.
ادعای آلمانی مبنی بر اینکه یهودیان بر جهان حکمرانی می‌کنند، به آلمان کمک کرد تا بدون دریافت انتقاد قاطع و شدید از کشورهای جهان، علیه یهودیان اقدام کند. یهودیان در ایالات متحده و اتحاد جماهیر شوروی، در تلاش‌های خود برای تأثیرگذاری بر دولت‌های خود جهت کمک به یهودیان آلمان، ظاهراً این ادعا را تأیید می‌کرد.
در سال‌های ۱۹۳۴–۱۹۳۳، هیتلر هنوز قصد واقعی خود را فاش نکرده بود، زیرا از واکنش منفی افکار عمومی اروپا نسبت به حکومتش می‌ترسید. پنهان کردن اهدافش از دنیا و اکثر مردم آلمان، اجرای آنها را بدون مزاحمت ممکن ساخت.

### روز تحریم (۱۹۳۳)

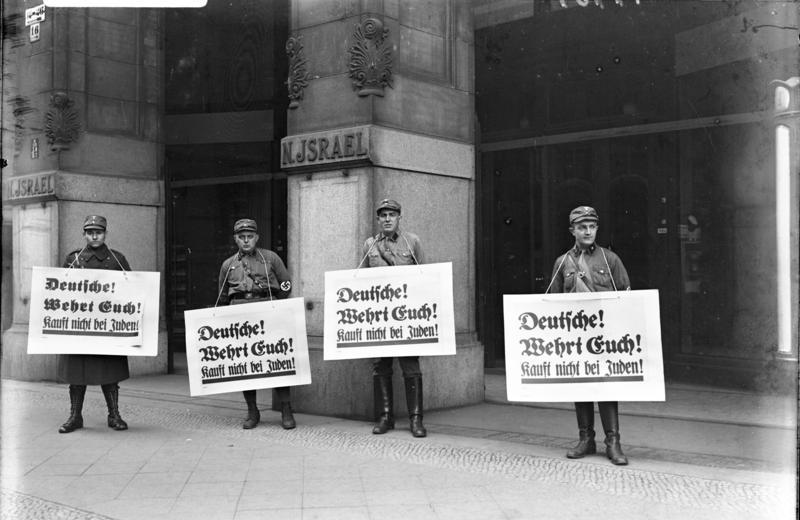
اعضای SA با تابلوهای تحریم، ورودی یک فروشگاه متعلق به یهودیان را مسدود کردند. یکی از تابلوها اعلام می‌کند: "آلمانی‌ها! از خود دفاع کنید! از یهودیان خرید نکنید!" برلین، آلمان، اول آوریل ۱۹۳۳.

در اول آوریل ۱۹۳۳، روز تحریم برگزار شد که در طی آن گروه‌هایی از زورگویان، افراد اس‌آ (که به "پیراهن‌های قهوه‌ای" شهرت داشتند)، به کسب و کار یهودیان یورش بردند، به تجهیزات و کالاها آسیب زدند، در محله‌های یهودی ناآرامی ایجاد کردند و به یهودیان حمله کردند. یولیوس اشترایخر، تحت نظارت یوزف گوبلس، وزیر تبلیغات، در راس این تحریم قرار داشت. گشتی‌های افراد اس‌آ در ورودی‌های فروشگاه‌های یهودی مستقر شده و از ورود مردم آلمانی جلوگیری می‌کردند. مواد تبلیغاتی ضدیهودی پخش شد که به ادامه تحریم اقتصادی علیه یهودیان دستور می‌داد. روز تحریم، اولین گام معنادار علیه یهودیان در آلمان نازی بود.
این تحریم چندین هدف از نظر سیاست داخلی آلمان داشت. یکی از اهداف، زدن مُهر نازی بر کل جامعه آلمانی بود، به گونه‌ای که ایدئولوژی به تمام طبقات اجتماعی نفوذ کرده و به عنوان «ایجاد نظم جدید» دیده شود. این کار با استفاده از یک مخرج مشترک - نفرت از یهودیان - انجام گرفت. روز تحریم همچنین به عنوان ابزاری برای جلب طبقه بورژوازی به ایدئولوژی نازی عمل کرد، و این از طریق آسیب زدن به همان بخش در جامعه یهودی صورت می‌گرفت. بسیاری از یهودیان در آلمان از تجارت معاش می‌کردند، و تحریم اقتصادی قصد داشت کل جامعه یهودی را ورشکسته کند.
واکنش جهان آزاد فوری بود. کشورهای بسیاری از جمله هلند، فرانسه، بلژیک، بریتانیا و ایالات متحده اعلام کردند که تحریم اقتصادی علیه آلمان را اعمال می‌کنند. نازی‌های مضطرب، تحریم اقتصادی را در همان روز متوقف کردند.

### اخراج یهودیان از مشاغل و سوزاندن کتاب‌ها
در آوریل ۱۹۳۳، قانونی برای بازسازی خدمات دولتی حرفه‌ای تصویب شد که از کارمندان غیرآری خواست تا از مشاغل خود در دفاتر دولتی کناره‌گیری کنند. ۲۰۰۰ یهودی از مشاغل خود در دفاتر دولتی، مؤسسات آموزشی، دادگاه‌ها، سیستم‌های روزنامه و مراکز سرگرمی اخراج شدند. همچنین کار پزشکان یهودی در بیمارستان‌ها متوقف شد. هدف نازی‌ها یهودیان را از اموال و دارایی‌هایشان محروم کرده و تفکیک آنها از جمعیت آلمانی بود.
در ۱۰ مه ۱۹۳۳، آتش‌سوزی علنی کتاب‌ها در سراسر آلمان برگزار شد، که در آن بالای ۲۵٬۰۰۰ آثار نویسندگان یهودی و آثاری که رژیم نازی را محکوم می‌کردند، به آتش کشیده شدند. همچنین استفاده از آثار فرهنگی یهودی مانند موسیقی (فلیکس مندلسون)، نمایش‌نامهها، فیزیک (آلبرت اینشتین)، روان‌شناسی (زیگموند فروید) ممنوع شد. در سپتامبر ۱۹۳۳، حکومت یک اداره فرهنگی جدید تأسیس کرد که حوزه‌های فرهنگی را هماهنگ می‌کرد. یهودیان از پیوستن به آن محروم بودند و از هرگونه فعالیت فرهنگی منع شدند. یهودیان در انتخاب مشاغل آزاد محدود شده بودند و تعداد آنها در مؤسسات آموزش عالی به یک درصد محدود گردید.

## انزوای قانونی ۱۹۳۹–۱۹۳۵

### قوانین نورنبرگ (۱۹۳۵)
قوانین نورنبرگ دو قانون اساسی هستند که در ۱۵ سپتامبر ۱۹۳۵ در نورنبرگ، در جلسه رایشستاگ به تصویب رسیدند که اصل این قوانین سلب شهروندی رایش کامل از یهودیان ساکن آلمان، و مقررات قانونی که هدف اعلام شده آن‌ها حفظ خلوص نژاد آریایی بود. این قوانین به عنوان پایه‌ای «قانونی» برای تعقیب یهودیان، از دست دادن موقعیت‌های عمومی و اقتصادی آنها، توقیف اموالشان، و همچنین تعقیب یهودیان و نیمه یهودیان بر اساس نژادپرستی عمل کردند.
در قوانین نورنبرگ، شهروندی یهودیان در آلمان لغو شد. همچنین، آنها از نمایش دادن و برافراشتن پرچم رایش ممنوع شدند. به یهودیان اجازه نداده شد که خدمتکارانی زیر ۴۵ سال (آغاز سن پیری) استخدام کنند. علاوه بر این، ازدواج‌های مختلط به‌طور کامل ممنوع اعلام شد.
با گذشت زمان، قوانین تبعیض‌آمیز بیشتری علیه یهودیان اضافه شد و زندگی آنها در آلمان را غیرممکن ساخت. برای مثال، یهودیان از نشستن بر روی نیمکت‌های عمومی در پارک‌ها منع شدند، از بازدید از موزه‌ها، کافه‌ها، تئاترها، سینماها، استخرهای شنا و غیره ممنوع شدند. مجوز رانندگی آنها لغو گردید، خرید تنها به یک ساعت محدود شد. نگهداری از کت‌های خز ممنوع و هر کسی که این قانون را نقض کند، ممکن بود با مجازات مرگ روبرو شود.

### آریایی‌سازی
پس از قوانین نورنبرگ، قوانین بیشتری در چارچوب فرایند آریایی‌سازی اقتصاد آلمان منتشر شد: مصادره کسب‌وکارها؛ سلب مجوزهای کار از وکلای دادگستری و دور کردن یهودیان از محل‌های کار، به عنوان بخشی از فرایند جداسازی آنها از زندگی اقتصادی کشور؛ هر یهودی ملزم به اعلام دارایی‌هایی بیش از ۵,۰۰۰ مارک بود. در سال ۱۹۳۸، تشدید نگرش‌های نازی‌ها نسبت به یهودیان رخ داد. در حالی که پیش از این، یهودیان ناخواسته بودند، اما اجازه داشتند زندگی درونی خود را در اجتماع ادامه دهند، از سال ۱۹۳۸ محروم سازی اقتصادی آنان، تشویق به مهاجرت و اخراج آنها از آلمان آغاز شد.
تا پایان ۱۹۳۸، آلمانی‌ها بر تمامی دارایی‌های یهودیان مسلط شدند، که با استفاده از اسناد فروش  ظاهراً قانونی از آنها ربوده شده بود، حتی اگر مبلغ ذکر شده در آنها ناچیز بود.
در ابتدای سال ۱۹۳۸، هر یهودی در آلمان موظف بود گذرنامه خود را تحویل دهد، در حالی که گذرنامه های جدید تنها برای یهودیانی صادر می‌شد که قصد مهاجرت داشتند؛ در ماه ژوئیه، وزارت کشور دستوری صادر کرد که بر اساس آن تمام یهودیان باید تا پایان سال به پلیس مراجعه کنند تا کارت شناسایی دریافت کنند، که باید به طور دائم همراه داشته باشند؛ در ۱۷ اوت، دستوری صادر شد که از ۱ ژانویه ۱۹۳۹، یهودیانی که نام‌های شخصی آنها در لیست پیوست (که شامل نام‌های تورات و خیالی بود) ذکر نشده بود، ملزم بودند نام‌های «سارا» یا «اسرائیل» را پیش از نام خود اضافه کنند.
در مارس ۱۹۳۸، اتریش به آلمان ضمیمه شد (آنشلوس). در پی این انضمام، حدود ۲۰۰ هزار یهودی به رایش اضافه شدند که آنها نیز تحت قوانین نورنبرگ قرار گرفتند. وزارت آلمانی امور یهودیان، که تحت رهبری آدولف ایشمن بود، مسئول اجرای قوانین علیه یهودیان و اخراج آنها از اتریش بود. یهودیان از دارایی‌هایشان محروم شده و مجبور به مهاجرت به خارج از خاک آلمان یا حتی به خارج از مناطق تحت کنترل آلمان شدند، بر اساس تصمیم نازی‌ها. پول حاصل از مصادره دارایی‌ها برای تأمین هزینه‌های اخراج یهودیان به کار رفت و مازاد آن به خزانه‌داری آلمان منتقل شد.

### شب بلورین
در اکتبر ۱۹۳۸، آلمان به زور حدود ۱۶,۰۰۰ یهودی لهستانی ساکن آلمان را به خاک لهستان اخراج کرد. یهودیان به مرز منتقل شدند، اما دولت لهستان از پذیرش آنها خودداری کرد و یهودیان در زمستان، بدون غذا، آب و پناهگاه در منطقه بی‌دفاع بین دو کشور ماندند. یهودیان لهستان تلاش کردند تا به اخراج شدگان کمک کنند، اما اکثر آنها در شرایط دشوار جان باختند. در میان یهودیانی که به مرز هدایت شدند، اعضای خانواده هرشل گرینشپان، یک دانشجوی یهودی ۱۷ ساله بود که به صورت مخفیانه در پاریس زندگی می‌کرد. در ۷ نوامبر، به عنوان اعتراض به احراج هزاران یهودی، گرینشپان به زندگی ارنست فوم رات، مشاور سفارت آلمان در فرانسه، پایان داد. 

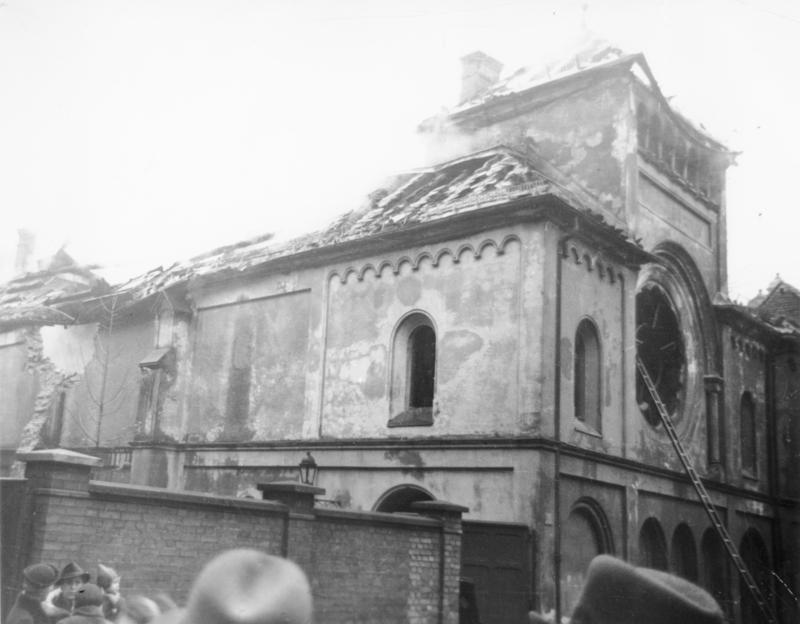
آتش زدن کنیسه‌ای در برلین

در پاسخ به ترور مشاور سفارت آلمان، در ۹ نوامبر ۱۹۳۸، پوگروم انتقام‌جویانه‌ای توسط نیروهای پلیس سیاسی علیه یهودیان برلین برگزار شد و برای اولین بار، یهودیان آلمان با خشونت و خطر جانی مواجه شدند. در طول پوگروم، شورشیان به خانه‌های یهودیان حمله کردند، هزاران یهودی را کتک زدند، حداقل ۹۱ یهودی را کشتند، صدها کنیسه، مدرسه و فروشگاه را به آتش کشیدند، حدود ۷,۵۰۰ مغازه را تخریب کردند و ۳۰,۰۰۰ یهودی را در اردوگاه‌های کار اجباری بازداشت کردند. این پوگروم به «شب بلورین» معروف شد، به خاطر تکه‌های شیشه‌ای پراکنده از پنجره‌های ویترین فروشگاه‌های یهودیان.
در نامه‌ای محرمانه در تاریخ ۱۹ نوامبر به دادستان کل هامبورگ، وزارت دادگستری تعیین کرد که تخریب کنیسه‌ها، گورستان‌های یهودی، فروشگاه‌ها و خانه‌های یهودیان، اگر به قصد غارت انجام نشده باشد، نباید موجب تعقیب قضایی عاملان آن شود. قتل یهودیان و وارد آوردن آسیب جسمی شدید تنها در صورتی مورد تعقیب قضایی قرار می‌گیرد که «از انگیزه‌های خودخواهانه» صورت گرفته باشد. هدف نازی‌ها تسریع در مهاجرت یهودیان از آلمان و مصادره دارایی‌های آنها بود.

## مهاجرت یهودیان از آلمان نازی
یهودیان آلمان به سیاست‌های نازی به چندین روش پاسخ دادند. خیلی ها تصمیم گرفتند در برابر شرایط دشوار از کشور مهاجرت کنند، اما برخی باور داشتند که این طوفان گذرا خواهد بود، همانند گذشته در مواجهه با ضدیت‌های ضدیهودی، چرا که آنها دشوار می‌یافتند باور کنند که در کشوری فرهنگی مانند آلمان، وحشت به مدت طولانی ادامه یابد. از آنجا که سیاست نازی‌ها در قبال یهودیان ناسازگار و پلکانی بود، برخی از یهودیان دشواری داشتند آینده خود را درک کنند. برخی دیگر سازمان‌یافته و به پیشبرد امور پرداختند و در ۱۹۳۳ "نمایندگی ملی یهودیان آلمان" را تأسیس کردند.
اکثر یهودیانی که از آلمان مهاجرت کردند در ایالات متحده، آمریکای جنوبی، بریتانیا، استرالیا و غرب اروپا پذیرفته شدند، و برخی به سرزمین اسرائیل در قالب موج پنجم علیا رفتند. اما تقاضا بیش از عرضه بود. مهاجران یهودی که سعی در مهاجرت به کشورهای دیگر داشتند با درهای بسته روبرو شدند.
در اواخر دهه سی، سیاست نوین نازی‌ها آغاز شد که یهودیان را به مهاجرت داوطلبانه از آلمان و اتریش تشویق می‌کرد، با هدف «پاک‌سازی» رایش آلمان از یهودیان. ایشمن به عنوان مسئول اجرای این سیاست منصوب شد. به یهودیان اجازه داده نشد تا دارایی‌های خود را به جز لباس‌هایی که بر تن داشتند، همراه ببرند. این سیاست بر یهودیان چکسلواکی که کمی پس از انضمام اتریش به آلمان، به آلمان ضمیمه شد، نیز اعمال شد.
در میانه ۱۹۳۹، پس از «شب بلورین»، ۹۰۰ یهودی با کشتی «سنت لوئیس» از بندر هامبورگ آلمان به سمت کوبا حرکت کردند. مقامات کوبا اعلام کردند که ویزاهای ورودی که به یهودیان داده شده بود، لغو شده‌اند و کشتی به سمت ایالات متحده ادامه داد، اما آنها نیز از پذیرش پناهندگان امتناع ورزیدند. پس از یک ماه سفر در دریا، هلند، بلژیک، فرانسه و بریتانیا اعلام کردند که آماده پذیرش یهودیان هستند و کشتی به اروپا برگشت تا یهودیان در این کشورها پراکنده شوند. یهودیانی که در بریتانیا پذیرفته شدند، جان سالم به در بردند، اما متأسفانه برای یهودیانی که در هلند، بلژیک و فرانسه پذیرفته شدند، این کشورها سپس توسط نازی‌ها اشغال شدند و اکثر آنها در هولوکاست کشته شدند.
در مجموع، از آغاز حکومت نازی‌ها تا آغاز جنگ جهانی دوم، ۲۸۲ هزار یهودی از آلمان مهاجرت کردند، که تقریباً نیمی از جمعیت یهودیان در آلمان بود، و به آنها ۱۱۷ هزار مهاجر یهودی از قلمروهای اتریش ضمیمه شده به آلمان افزوده شد.

## سال‌های جنگ ۱۹۴۵-۱۹۳۹
با آغاز جنگ جهانی دوم، تقریباً ۲۲۵,۰۰۰ یهودی در آلمان باقی ماندند. آغاز جنگ به طور کامل درهای آلمان را برای مهاجرت یهودیان بست، مگر در موارد اخراج‌های اجباری و هدفمند توسط مقامات. تعداد کمی از پناهندگان یهودی که از آلمان فرار کرده یا اخراج شده بودند، در کشورها و مناطق اروپایی قرار گرفتند که به تدریج توسط آلمانی‌ها اشغال شد. برخی از آنها سفر فرار خود را به سمت شرق، جنوب یا غرب ادامه دادند هرچه که اشغال‌های آلمانی پیشروی می‌کردند، و برخی دیگر در مناطق اشغالی گرفتار شده و دوباره، با شدت بیشتری، قربانیان تعقیب نازی‌ها شدند.
برخی یهودیان خودکشی را به اخراج ترجیح دادند. تقریباً ۱۰,۰۰۰ یهودی آلمانی در دوران رایش سوم خودکشی کردند - حدود ۲٪ از یهودیان آلمان. در سال‌های اخراج از برلین، ۱۹۴۱-۱۹۴۳، یک نفر از هر ۲۵ یهودی و همچنین یک نفر از هر ده نفری که اطلاعیه اخراج خود را دریافت کرده بودند، خودکشی کردند. اکثر این یهودیان خود را آلمانی‌های وفادار می‌دانستند. بسیاری از آنها باور داشتند که  این واقعیت تصادفی که از والدین یهودی متولد شده بودند، آنها را - که  در نظر خود آلمانی بودند - به یهودی تبدیل نمی‌کند. آنها با اشعار گوته و شیلر را نقل کردن، به باخ و بتهوون گوش دادن، مدال‌هایی را که برای خدمت در ارتش آلمان دریافت کرده بودند، به تن داشتن خودکشی کردند. یک یهودی که در آن زمان خودکشی کرد نوشت: "ترجیح می‌دادم جانم را فدای وطنم کنم"، که از دیدگاه او وطن، آلمان بود.
ملاحظاتی که در مورد اخراج و کشتار یهودیان آلمانی به کار می رفت با ملاحظاتی که در مورد بقیه یهودیان اروپایی متفاوت بود. توجه آلمانی‌ها در درجه اول به رسیدگی به میلیون‌ها یهودی در سرزمین‌های جدیدی که در شرق اروپا اشغال شد، معطوف شده بود. در مرحله اول، یهودیان لهستان در گتوها متمرکز شدند و در ادامه، واحدهای اینزاتسگروپن شروع به حذف کامل جوامع یهودی در سرزمین‌های که از اتحاد جماهیر شوروی اشغال شدند کردند. در شهرهای خود آلمان، گتوهایی برای متمرکز کردن یهودیان ایجاد نشد و واحدهای اینزاتسگروپن در شهرک‌ها و روستاهای آن فعالیت نداشتند، بلکه بلکه این تصور شکل گرفت که باقیمانده یهودیان آلمان باید به سرزمین‌های شرقی اخراج شوند، جایی که آنها به مانند یهودیان محلی رفتار خواهد شد. در اکتبر ۱۹۴۱، اخراج یهودیان آلمان و اتریش به گتوهای ووچ، مینسک، کونو و ریگا آغاز شد. در اوایل ۱۹۴۲، تمرکز یهودیان آلمانی در خانه‌های یهودی شروع شد اما حکومت نازی از ایجاد گتوها در آلمان خودداری کرد.
در کنفرانس وانزه که در ژانویه ۱۹۴۲ در برلین برگزار شد، تصمیمات مربوط به مکانیزم اجرایی «راه‌حل نهایی» اتخاذ شد. در صورت‌جلسه کنفرانس، تعداد یهودیان در «آلمان قدیم» ۱۳۱,۸۰۰ نفر و در اتریش ۴۳,۷۰۰ نفر ذکر شده است. برای آنها سرنوشتی مشابه با کل یهودیان اروپا، به تعداد ۱۱ میلیون نفر، برای آنها در نظر گرفته شد. در طول سال پس از این کنفرانس، یهودیان باقی‌مانده آلمان دستور اخراج دریافت کردند که در آنها خواسته شد در ایستگاه‌های قطار شهرهای مختلف آلمان حضور یابند، جایی که آنها سوار قطارها شده و به اردوگاه‌های مرگ فرستاده شدند.
در ۱۹ مه ۱۹۴۳، آلمان به عنوان «یودنراین» (Judenrein – به معنای پاکسازی‌شده از یهودیان) اعلام شد. استثناهای اندکی که از نابودی جان سالم به در بردند شامل کسانی بودند که در «ازدواج‌های مختلط» با آریایی‌ها ازدواج کرده بودند، نیمه‌یهودی‌ها (کسانی که به عنوان Jüdischer Mischling شناخته می‌شدند)، بیماران و پزشکان بیمارستان یهودیان در برلین و تعداد کمی از یهودیان که با کمک درستکار در میان ملل در پناهگاه‌ ها زنده ماندند.